# インテレビジョン
インテレビジョン（Intellivision）は、アメリカの玩具メーカーであるマテルが1980年に発売した家庭用ゲーム機。「Intellivision」とは「intelligent television」からの造語であり発音は「インテリビジョン」に近い。
日本で1982年7月に発売された際にバンダイから「インテレビジョン」の名称を採用した。本項目でもこの表記に従う。

## 開発
マテルは、1977年より発売していたスポーツを題材とした携帯型電子ゲーム機の成功を受け、新しいテレビゲーム機のプロジェクトを立ち上げた。
新プロジェクトはスポーツやギャンブル等の娯楽を題材としたゲームをじっくり遊ぶのに適したゲーム機の開発を目的としており、それを実現するために円形のゲームパッドや電話機のようなテンキーが用意された。

## ハードウェア
家庭用ゲーム機としては初めて16ビットCPU（CP1610 2 MHz / 1.7897725 MHz）を採用した。ビジュアル面では、解像度160×96ドット、16色表示、スプライト8枚のグラフィック性能を有し、当時ヒットしていたAtari2600よりも一歩抜きん出た表現力を実現することが出来た。

## 周辺機器
- Intellivoice
- コントローラ

インテレビジョンには多数の周辺機器が存在した。一部は廉価版であるインテレビジョン2に対応していた。
- Computer Module - 本機をBASICのホームコンピュータとして使用するためのキーボード[7]。
- ECS Music Synthesizer - インテレビジョン2に接続して使うシンセサイザー。ECSは"Entertainment Computer System"の略である[7]。
- Intellivoice - 本体と対応ソフトの間にはさんで使用する音声合成モジュール[7]。

### コントローラ
インテレビジョンのコントローラは当時の他のゲーム機と同じく、持ったときに縦長になる。コントローラの下は、ファミコン以降のゲーム機の十字キーに相当する円盤があり、それを親指で操作する。もう片方の手でコントローラの上半分を下からホールドする形になる。
コントローラの上半分には電話機のような上から1・2・3、4・5・6、7・8・9、clear・0・enterの12ボタン、さらに側面両側にボタンが2つずつの16ボタンを装備している。このうち、右上ボタンと左上ボタン、右下ボタンと左下ボタンは同機能のため、機能としては14種類である。
ゲームカートリッジにはコントローラにかぶせる操作ガイドシートが付属している。
コントローラは電話の受話器のようなカールコードで本体とつながっており、使わないときは本体のコントローラ用スペースにぴったり納まるようになっている。

## ソフトウェア
インテレビジョンのゲームソフトを集めたアンソロジー形式のソフト『Intellivision Lives!』がXbox、ニンテンドー ゲームキューブ、PlayStation 2、ニンテンドーDSでリリースされている（日本未発売）。
2010年3月から、Xbox 360のGame Room内で、『Space Armada』や『Nightstalker』など数タイトルのダウンロード配信が開始された。

## マーケティングと反響
北米市場では、スポーツキャスターのジョージ・プリンプトンを起用したアタリVCSとの比較CMキャンペーンや、家庭用ゲーム機初となるケーブルTV回線を利用したダウンロードサービスを行った。
アメリカでの販売台数は20万台を記録し、ソフトだけでなく様々な周辺機器が発売された。
1983年には廉価版であるインテレビジョン2が発売された。しかし、アタリショックの影響で売れ行きは芳しくなく、マテル社は1984年にエレクトロニクス部門を売却して、家庭用ゲーム市場から撤退し、インテリビジョンの権利はエレクトロニクス部門のスタッフが中心となって新たに設立されたIntellivision Inc.（後にINTV Corp.に改名）に引き継がれた。当初は売れ残った在庫を処分していた。後にメールオーダーという形で新モデルの本体や新作ソフトも販売されるなど、結果としてINTV Corp.は1991年まで業務を継続し、最終的にインテリビジョン本体の総出荷台数は300万台に達した。
- インテレビジョン2
- インテレビジョン システムIII

### 日本
マテル社のエレクトロニクス部門と業務提携していたバンダイは1980年5月に山科誠を社長に迎え、「アクティブ・バンダイ」というスローガンのもと、流行の兆しを積極的に取り入れるという方針を打ち立て、その一環として徹底的なマーケティング調査を実施してきた。
1981年末、バンダイは秋葉原の電気街や百貨店の利用者に対するアンケート調査を実施した。その結果、「49,800円と高価だが、鮮やかなグラフィックと豊かなサウンドを体験できるテレビゲーム機を買いますか？」という設問に対して、バンダイの予想以上に好意的な回答が寄せられた。これを受け、バンダイはこのゲーム機を「インテレビジョン」という商品名で発売することにした。
バンダイは49,800円という高い販売価格を設定し、イメージキャラクターとして若者に人気のあったビートたけしを起用するなど、20代から30代をメインターゲットに据えた宣伝・販促活動を行った。
インテレビジョンは夏休み前の1982年7月に、デパートを中心に発売された。主な購入者は20歳前後の若者であり、発売から2週間で5000台（一説には1万台）という好調な販売数を記録した。だが、年末年始商戦の時点では勢いが衰えており、1983年夏には販売価格が大幅に下げられた。
これを反省材料にバンダイは翌1983年に香港のメーカーが開発したアルカディアを19,800円とより廉価な価格設定で発売し、人気漫画を題材とした対応ソフトを販売するなど子どもやアニメファンをターゲットにした戦略が練られた。その結果、インテレビジョンはアルカディアにその座を取って変わられることになり、3万台弱を売り上げたのち、インテレビジョンは日本の市場から撤退した。
ライターの武層新木朗は、「複雑な操作体系が子ども達に受け入れられなかったのではないか」と指摘する一方、「家庭用テレビゲーム市場が再び動き出す感じに胸が躍った」と振り返っている。